# 349. Infanterie-Division (Wehrmacht)
La 349. Infanterie-Division fu una divisione dell'esercito tedesco attiva durante la seconda guerra mondiale che venne creata nel 1943 e fu schierata prima lungo il fronte occidentale e poi sul fronte orientale, dove fu distrutta nell'aprile 1944. Venne ricostituita come 349. Volksgrenadier-Division nel settembre 1944 e venne distrutta nel febbraio 1945.

## Storia
349. Infanterie-Division
La divisione fu istituita il 25 novembre 1943 a Saint Omer vicino a Calais da membri della sciolta 217. Infanterie-Division, una volta stabilita, la divisione fu schierata con compiti di protezione costiera nella zona. La divisione fu spostata sul fronte orientale nell'aprile 1944 e venne distrutta nell'Ucraina settentrionale a luglio. La divisione venne sciolta il 5 agosto 1944.
349. Volksgrenadier-Division
La divisione fu ristabilita l'11 settembre 1944 come 349. Volksgrenadier-Division, nell'area di addestramento militare di Stablack e fu distrutta nella Sacca di Braunsberg-Heiligenbeil, nel marzo 1945; i suoi resti andarono alla 21. Infanterie-Division.

## Ordine di battaglia
349. Infanterie-Division
- Grenadier-Regiment 911
- Grenadier-Regiment 912
- Grenadier-Regiment 913
- Divisions-Füsilier-Bataillon 349
- Artillerie-Regiment 349
- Pionier-Bataillon 349
- Feldersatz-Bataillon 349
- Panzerjäger-Abteilung 349
- Divisions-Nachrichten-Abteilung 349
- Divisions-Nachschubführer 349

349. Volksgrenadier-Division
- Grenadier-Regiment 911
- Grenadier-Regiment 912
- Grenadier-Regiment 913
- Divisions-Füsilier-Kompanie 349
- Artillerie-Regiment 349
- Pionier-Bataillon 349
- Divisions-Nachrichten-Abteilung 349
- Divisions-Nachschubführer 349

## Decorazioni
Alcuni soldati della 349. Infanterie-division e della 349. Volksgrenadier-Division furono premiati per le loro azioni in guerra:
- Croce Tedesca
  - in oro: 2
- Croce di Cavaliere della croce di ferro: 4
  - Croce di Cavaliere con foglie di quercia: 1
- Distintivo per combattimenti ravvicinati:
  - in bronzo: 1

## Comandanti
349. Infanterie-Division
- General der Infanterie Otto Lasch (20 novembre 1943 - 5 agosto 1944)

349. Volksgrenadier-Division
- Generalmajor Karl Kötz (11 settembre 1944 - marzo 1945)